# Алексеевское (Вышневолоцкий район)
Алексеевское — село в Вышневолоцком городском округе Тверской области. 

## География
Село расположено на берегу реки Мста в 27 км на север от города Вышний Волочек.

## История
В 1863 году в селе была построена деревянная Покровская церковь.
В конце XIX — начале XX века село входило в состав Подольской волости Вышневолоцкого уезда Тверской губернии.
С 1929 года деревня являлась центром Алексеевского сельсовета Вышневолоцкого района Тверского округа Московской области, с 1935 года — в составе Калининской области, с 1994 года — в составе Садового сельского округа, с 2005 года — в составе Садового сельского поселения, с 2019 года — в составе Вышневолоцкого городского округа.

## Население
| 1859 | 2002 | 2010 |
| ---- | ---- | ---- |
| 521  | ↘58  | ↘39  |

## Достопримечательности
В селе сохранились ворота церковной ограды (1914).